# Discografia de Rainbow (banda)
Discografia da banda inglesa de hard rock Rainbow. Ao longo dos anos eles lançaram 8 álbuns de estúdio, 6 álbuns ao vivo, 7 coletâneas, 1 EP e 18 singles.

## Álbuns

### Álbuns de estúdio
| 1975                                     | Ritchie Blackmore's Rainbow - Lançado: 4 de agosto - Gravadora: Polydor | 30 | 11  | —  | 24 | -10 | —  | - : Prata          |
| 1976                                     | Rising - Lançado: 17 de maio - Gravadora: Polydor                       | 48 | 11  | 38 | 23 | —   | —  | - : Ouro           |
| 1978                                     | Long Live Rock 'n' Roll - Lançado: 14 de abril - Gravadora: Polydor     | 89 | 7   | 26 | 18 | 12  | 11 | - : Prata          |
| 1979                                     | Down to Earth - Lançado: 28 de julho - Gravadora: Polydor               | 66 | 6   | 19 | 17 | —   | —  | - : Ouro           |
| 1981                                     | Difficult to Cure - Lançado: 3 d fevereiro - Gravadora: PolyGram        | 50 | 3   | 13 | 9  | 17  | 14 | - : Ouro - : Ouro  |
| 1982                                     | Straight Between the Eyes - Lançado: 10 de junho - Gravadora: Polydor   | 30 | 5   | 21 | 7  | 12  | 19 | - : Prata - : Ouro |
| 1983                                     | Bent Out of Shape - Lançado: 24 de agosto - Gravadora: Mercury          | 34 | 11  | 25 | 6  | 6   | 44 | - : Prata          |
| 1995                                     | Stranger in Us All - Lançado: 21 de agosto - Gravadora: RCA/BMG         | —  | 102 | 36 | 8  | 38  | 70 |                    |
| "—" denotes releases that did not chart. |                                                                         |    |     |    |    |     |    |                    |

### Álbuns ao vivo
| 1977                                     | On Stage                 | 65 | 7   | 28 | 17 | : Prata |
| 1980                                     | Monsters of Rock         | —  | —   | —  | —  |         |
| 1986                                     | Finyl Vinyl              | 87 | 31  | —  | —  |         |
| 1990                                     | Live in Germany 1976     | —  | —   | —  | —  |         |
| 2006                                     | Deutschland Tournee 1976 | —  | —   | —  | —  |         |
| 2006                                     | Live in Munich 1977      | —  | —   | 73 | —  |         |
| 2013                                     | Black Masquerade         | —  | 131 | —  | —  |         |
| "—" denotes releases that did not chart. |                          |    |     |    |    |         |

### Coletâneas
| 1981                                     | The Best of Rainbow                            | 14  | : Ouro  |
| 1997                                     | The Very Best of Rainbow                       | 197 | : Prata |
| 2000                                     | The Millennium Collection: The Best of Rainbow | —   |         |
| 2002                                     | Pot of Gold                                    | —   |         |
| 2002                                     | All Night Long: An Introduction                | —   |         |
| 2003                                     | Catch the Rainbow: The Anthology               | —   |         |
| 2003                                     | Winning Combinations: Deep Purple and Rainbow  | —   |         |
| 2009                                     | Anthology 1975-1984                            | —   |         |
| 2014                                     | The Singles Box Set 1975-1986                  | —   |         |
| 2014                                     | Since You Been Gone: The Collection            | —   |         |
| 2015                                     | A Light In The Black 1975-1984                 | —   |         |
| "—" denotes releases that did not chart. |                                                |     |         |

## EPs
| Ano  | Detalhes      | Melhor posição | Certificações (Vendas) |
| Ano  | Detalhes      | US             | Certificações (Vendas) |
| ---- | ------------- | -------------- | ---------------------- |
| 1981 | Jealous Lover | 147            |                        |

## Vídeos
| Ano  | Detalhes                              |
| ---- | ------------------------------------- |
| 1982 | Live Between the Eyes                 |
| 1984 | Japan Tour 1984                       |
| 1986 | The Final Cut                         |
| 2006 | Live in Munich 1977                   |
| 2006 | Live Between the Eyes / The Final Cut |
| 2013 | Black Masquerade                      |

## Singles
| 1975                                          | "Man on the Silver Mountain" / "Snake Charmer"                                 | —   | —  | —  | —             | Ritchie Blackmore's Rainbow |
| 1975                                          | "The Temple of the King"                                                       | —   | —  | —  | —             | Ritchie Blackmore's Rainbow |
| 1976                                          | "Starstruck" / "Run with the Wolf"                                             | —   | —  | —  | —             | Rising                      |
| 1977                                          | "Kill the King" (live) / "Man on silver mountain" (live) / "Mistreated" (live) | —   | —  | 44 | —             | On Stage                    |
| 1978                                          | "Long Live Rock 'N' Roll" / "Sensitive to Light"                               | —   | —  | 33 | —             | Long Live Rock 'n' Roll     |
| 1978                                          | "LA Connection" / "Lady of the Lake"                                           | —   | —  | 40 | —             | Long Live Rock 'n' Roll     |
| 1979                                          |                                                                                |     |    |    |               |                             |
| "Since You Been Gone"/ "Bad Girl" - (: Prata) | 57                                                                             | —   | 6  | 47 | Down to Earth |                             |
| 1980                                          | "All Night Long" / "Weiss Heim" - (: Prata)                                    | 110 | —  | 5  | Down to Earth | —                           |
| 1981                                          | "I Surrender" / "Maybe Next Time" (: Prata)                                    | 105 | 19 | 3  | —             | Difficult to Cure           |
| 1981                                          | "Can't Happen Here" / "Jealous Lover"                                          | —   | 13 | 20 | —             | Difficult to Cure           |
| 1982                                          | "Stone Cold" / "Rock Fever"                                                    | 40  | 1  | 34 | —             | Straight Between the Eyes   |
| 1982                                          | "Power" / "Death Alley Driver"                                                 | —   | 35 | —  | —             | Straight Between the Eyes   |
| 1983                                          | "Can't Let You Go" / "All Night Long" (live) // "Stranded" (live)              | —   | —  | 43 | —             | Bent Out of Shape           |
| 1983                                          | "Street of Dreams" / "Anybody There" // "Power" (live)                         | 60  | 2  | 52 | —             | Bent Out of Shape           |
| 1995                                          | "Hunting Humans (Insatiable)"                                                  | —   | —  | —  | —             | Stranger in Us All          |
| 1995                                          | "Ariel" / "The Temple of the King" (live)                                      | —   | —  | —  | —             | Stranger in Us All          |
| "—" denotes releases that did not chart.      |                                                                                |     |    |    |               |                             |